# Lasinja
Lasinja ist eine Gemeinde am rechten Ufer des Flusses Kupa im Nordosten der Gespanschaft Karlovac in Zentral-Kroatien. Laut Volkszählung 2011 zählte die Gemeinde 1624 Einwohner.
Die Gemeinde umfasst die Dörfer Banski Kovačevac, Crna Draga, Desni Štefanki, Desno Sredičko, Lasinja, Novo Selo Lasinjsko, Prkos Lasinjski und Sjeničak Lasinjski.
Lasinja ist Namensgeber der kupferzeitlichen Lasinja-Kultur.